# Coulommiers (fromage)
Pour les articles homonymes, voir Coulommiers.
Le coulommiers est un fromage au lait de vache, à pâte molle, non pressée et non cuite, composé de 45 à 50 % de matières grasses originaire de Coulommiers, apparenté au brie, même s'il n'est plus produit dans la ville depuis longtemps.
Sa consommation s'étend de mars à juillet.

## Histoire
La commune de Coulommiers, située dans le département de Seine-et-Marne (région Île-de-France), est connue depuis le Moyen Âge pour sa production de fromages à pâte molle et à croûte fleurie fabriqués à partir de lait cru de vache.
Le nom de Coulommiers reste indissociablement lié à l'un des fleurons du patrimoine fromager français, le coulommiers, parfois appelé aussi « petit brie de Coulommiers ». Représentante emblématique de l'authentique terroir gastronomique français, la production fromagère columérienne est de ce fait devenue le centre de gravité tout autant d'importants intérêts économiques - notamment locaux - que de la lutte pour la sauvegarde de ce patrimoine.

Carte de France en 1180 avec le comté de Champagne.

Depuis le Moyen Âge, des fromages — qu'on ne désignait pas encore sous le nom de « bries » — sont fabriqués dans le Comté de Brie (entité historique associée au Comté de Champagne) à peu près selon des méthodes similaires. Il y a alors autant de fromages que de fermes en termes de forme et de poids. Ces fromages — dits de Brie par référence à la région homonyme — sont à l'origine un mets populaire consommé principalement par les ouvriers agricoles, appelés à se déplacer de ferme en ferme sur de longues distances pendant plusieurs mois de l'année.
Les foires de Champagne et de Brie — manifestations commerciales importantes dans le contexte économique médiéval et représentées à Coulommiers par celles de Saint-Denys et de Sainte-Foy — aident à faire connaître les productions locales, qu'on ne tarde pas à retrouver sur les tables des seigneurs des environs, sinon des grands dignitaires du royaume : le roi Philippe Auguste en donne en récompense aux membres de sa cour et Charles d'Orléans, seigneur de Brie-Comte-Robert, n'agit pas autrement et commande « vingt douzaines de fromages du païs de Brye (…) pour estre donnez aux dames aux estrennes prochains ». Les fromages briards passant pour avoir des propriétés curatives, on en offre aux ladres et aux pestiférés. Cependant, lors de leurs pérégrinations, les grands bries (d'un diamètre parfois supérieur à 40 centimètres) s'avèrent souvent fragiles. Pour des raisons de conservation autant que de manutention/transport, on développe un fromage légèrement plus petit : naît ainsi un premier « coulommiers » (sic), vénérable ancêtre qui acquiert peu à peu ses lettres de noblesse en même temps qu'une spécificité propre.

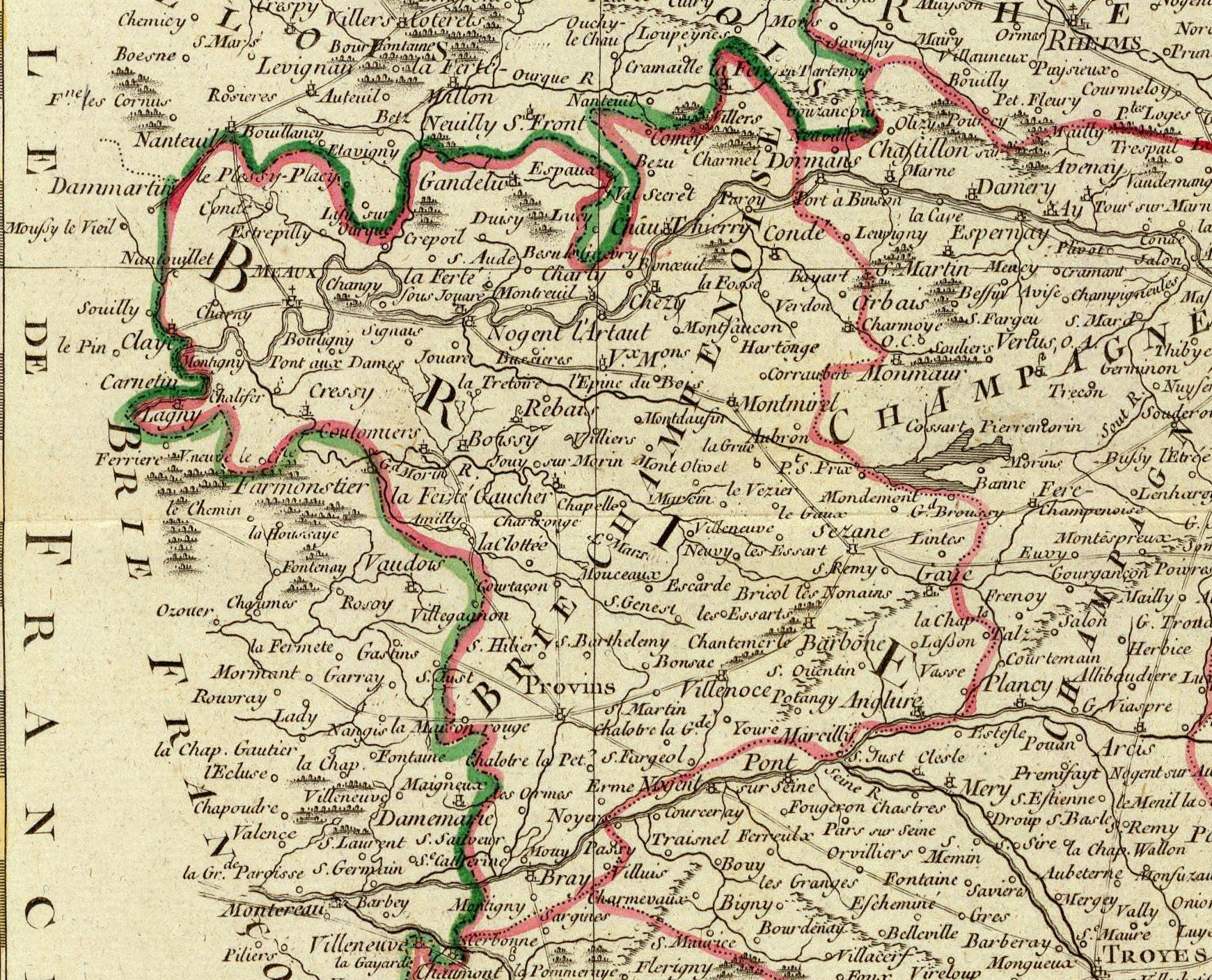
Extrait de la carte du gouvernement de Champagne et Brie - 1771.

Au début du XIXe siècle, on parle de « fromage de Coulommiers » puis tout simplement de « coulommiers » pour des productions fromagères qui n'ont que peu de caractéristiques communes avec les fromages qu'on trouve de nos jours sur le marché. D'un diamètre et d'un poids parfois encore imposant, leur teneur en présure apparaît comme plus élevée. Au cours de leur période de maturation, ils se couvrent d'un manteau de moisissures aux teintes allant du brun au vert foncé, qu'on doit ôter avant la dégustation. L'introduction d'un champignon microscopique appelé Penicillium candidum révolutionne la fabrication du fromage columérien, lui conférant au fil du temps ses caractéristiques actuelles. Dès 1872, brie et coulommiers sont comptabilisés de façon différenciée. Lors de la deuxième moitié du siècle, le « petit coulommiers » connaît son véritable essor après sa présentation à l'Exposition universelle de 1878.
Les formats de la production fromagère ne sont « standardisés » que durant le XIXe siècle et l'on se retrouve alors avec deux présentations de ce fromage qui se distinguent uniquement par la taille — différence de diamètre de plus ou moins 5 centimètres entre les deux versions, même épaisseur d'environ 3 centimètres — mais non pas par les caractéristiques (même procédé de fabrication). Les deux sont considérés pendant un temps comme « véritable coulommiers » avant que l'on ne cherche à les différencier plus ou moins artificiellement pour des raisons strictement commerciales : on parle alors de coulommiers ou « petit-brie » pour le petit modèle et de « brie de coulommiers » ou de « coulommiers fermier » pour le grand modèle.

## Appellation
« Tel fromage que vous nommiez,

Jurant sur les saintes Images

Que sur tous les meilleurs fromages

Prévaut celui de Coulommiers. »

— Raoul Ponchon
L'histoire complexe des fromages de Coulommiers et les généralisations terminologiques ou les licences littéraires des Anciens et commerciales — parfois abusives ou péremptoires — des Modernes qui parlent indifféremment de « coulommiers » et de « brie de Coulommiers » contribuent à perpétuer une certaine confusion quant à l'appellation exacte des productions fromagères columériennes — confusion à laquelle l'absence actuelle de statut officiel (AOC) participe également. Elle trouve aussi pour partie son origine dans le fait que les producteurs ont joué la carte d'un « type » de fromage - le brie dont la fabrication se fait aussi en dehors de sa région d'origine - plutôt que celle d'un terroir géographique régional — ce qui entraîne également des fabrications de « coulommiers » bien en dehors du terroir columérien. Des facteurs techniques, comme les tailles et poids, et d'autres considérations relevant de la stratégie commerciale ne firent encore qu'ajouter à l’imbroglio patronymique, la localisation de leur zone traditionnelle de production, aux confins de Brie et Champagne, leur valant aussi d'être revendiquées par ces deux terroirs gastronomiques.
Même s'il peut être jugé inapproprié, le terme « brie de Coulommiers » n'en est donc pas moins de facto devenu à certaines époques d'un usage courant pour désigner la production fromagère locale. Il ne fait toutefois pas référence à un produit précis (coulommiers, coulommiers fermier ou autre) et procéderait plus d'un quiproquo, d'un amalgame abusif et impropre ou d'une « coquetterie verbale » que d'un réel souci d'authenticité culturelle — le terme « coulommiers » se voyant alors prêter une consonance plus « rustique » quelque peu péjorative. Il est ainsi explicitement utilisé dans la première édition du Larousse gastronomique en 1938.

## Productions actuelles
Dans un article publié dans le Parisien, la journaliste Jila Varoquier écrit en mars 2010 que le coulommiers est « le deuxième fromage le plus consommé en France ». Cette assertion semble toutefois exagérée : d'après un article du Figaro du 4 février 2010, le « brie de Coulommiers » n'arriverait qu'en troisième position au classement des fromages consommés en France après l'emmental et le camembert, « avec plus de 100 000 tonnes par an ». Ce chiffre semble par ailleurs recouvrir en fait la consommation cumulée de brie et de coulommiers puisque la production nationale laitière de coulommiers s'est élevée à moins de 55 000 tonnes en 2008 (contre plus de 100 000 tonnes de bries) tous types confondus, la quantité de coulommiers au lait cru demeurant toutefois faible.
La production artisanale traditionnelle se focalise à l'heure actuelle sur deux produits : le coulommiers et le coulommiers fermier. Parallèlement existent aussi des productions semi-industrielles et industrielles, à base notamment de lait importé et/ou pasteurisé ou thermisé, utilisant ou imitant les techniques « traditionnelles » et se présentant peu ou prou comme « brie(s) de Coulommiers », « coulommiers » (sic) ou encore « petit brie » sans que celles-ci ne puissent être évidemment qualifiées à proprement parler de produits du terroir columérien.
La région de Coulommiers produit toujours des fromages de ferme affinés, issus notamment d'exploitations des environs de Jouarre, Boissy-le-Châtel et Doue.

### Productions locales

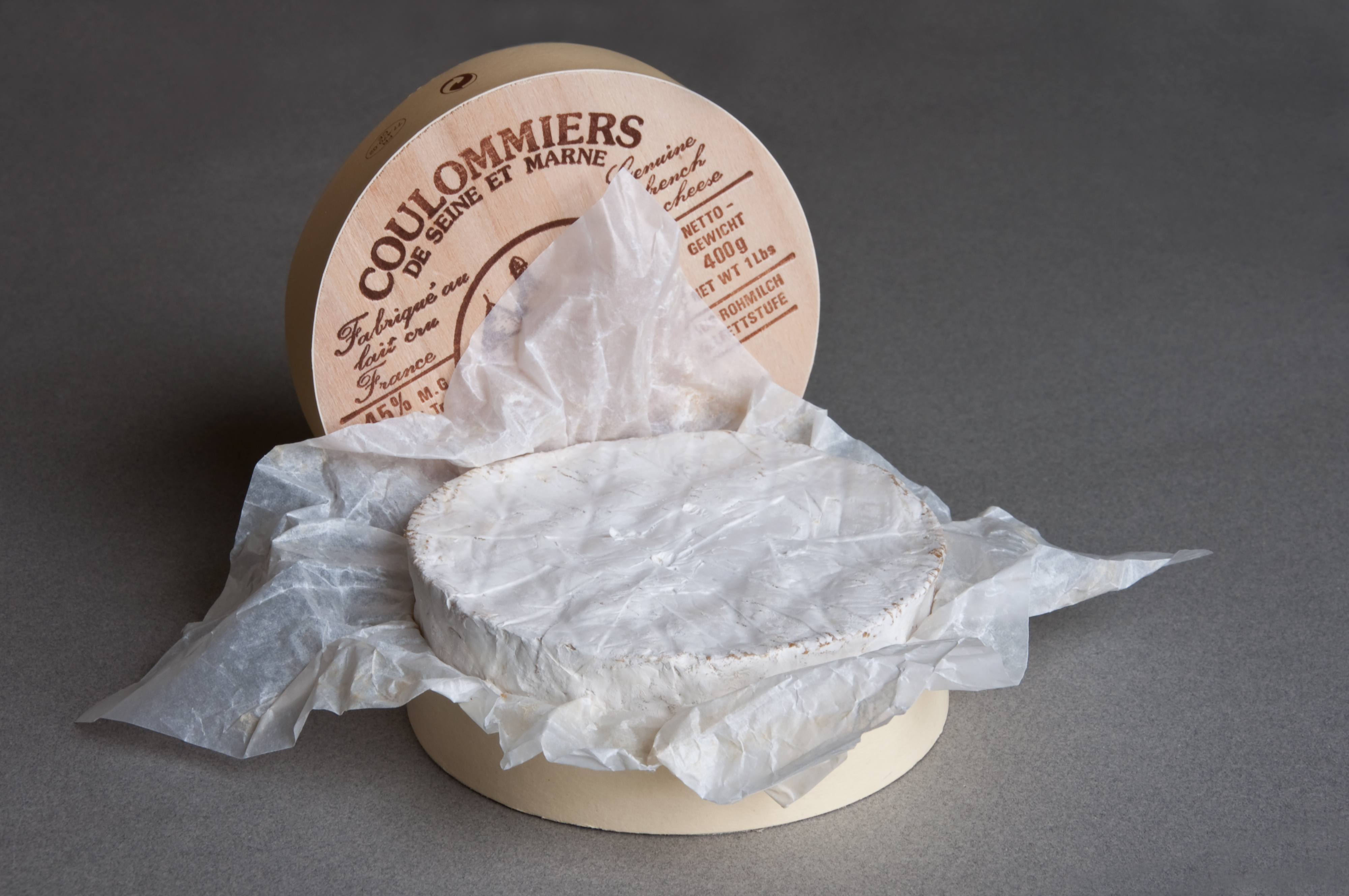
Un coulommiers produit en Seine-et-Marne.

#### Coulommiers
Le coulommiers actuel — parfois aussi appelé « brie petit moule » — descend donc du fromage médiéval élaboré pour résoudre le problème du transport de certains grands « bries », fragilisés par leur taille : il est donc plus petit et plus épais que le brie de Meaux par exemple (celui-ci peut atteindre un diamètre de 40 centimètres) et présente un diamètre de 13 à 15 centimètres, une épaisseur de 3 centimètres et un poids maximum de 500 grammes.
Caractéristiques
Le coulommiers est un fromage au lait de vache, à pâte molle, non pressée et non cuite, composé de 45 à 50 % de matières grasses. Son goût ne doit pas être altéré par trop de sel ni sentir le beurre. Il est dû à la qualité du lait — un lait riche en crème, emprésuré dès la traite — et est un peu plus prononcé que celui du brie de Meaux et avec une pointe d'amertume, mais plus doux que le brie de Melun — toutes qualités gustatives qui justifient d'une distinction des bries classiques et labellisés aux yeux des partisans d'une « appellation columérienne » propre et autonome de cette famille fromagère. Le coulommiers est dans la plénitude de son goût entre octobre et fin mars. Sa croûte doit être blanche et duveteuse, parsemée de petits points rougeâtres. Sa pâte doit être jaune paille. Il doit se consommer fait à cœur. En termes de macronutriments, c'est un fromage énergétique (riche en calories) et reconstituant (riche en lipides), fibres et alcool en étant absents. En termes de micronutriments, le Coulommiers contient plusieurs vitamines : riche dans le groupe A et le groupe B, il contient aussi de la vitamine K mais pas de vitamine C. Afin de préserver son goût et sa texture, il doit être conservé de préférence entouré d'un linge dans un endroit frais et non au réfrigérateur.
Fabrication
Le procédé de fabrication de ce fromage inclut l'écrémage partiel et la maturation du lait avec des ferments lactiques durant une période de 18 heures. À la fin de ce processus, le lait est porté à une température de 28-30 °C avant d'être mélangé à de la présure, une enzyme qui permet au lait de coaguler (soit 15 à 20 ml de présure pour 100 litres de lait). Au bout d'environ deux heures, le caillé est moulé — traditionnellement à la louche, par apports successifs — égoutté puis salé à sec et ensemencé en pulvérisation à l'aide d'un champignon microscopique, le Penicillium Candidum. S'ensuit un affinage en hâloir dans des conditions de température (13-15 °C) et d'hygrométrie (90 %) strictement contrôlées. Ce processus dure environ trois semaines à un mois au cours duquel le fromage développe ses arômes et sa texture, en même temps qu'une croûte de légère moisissure blanche se forme. La durée d’affinage optimale d’un lait cru est de 5 semaines, 8 semaines pour un fromage à cœur. À l'issue de ce processus, le fromage peut être commercialisé.

#### «Brie de Coulommiers»

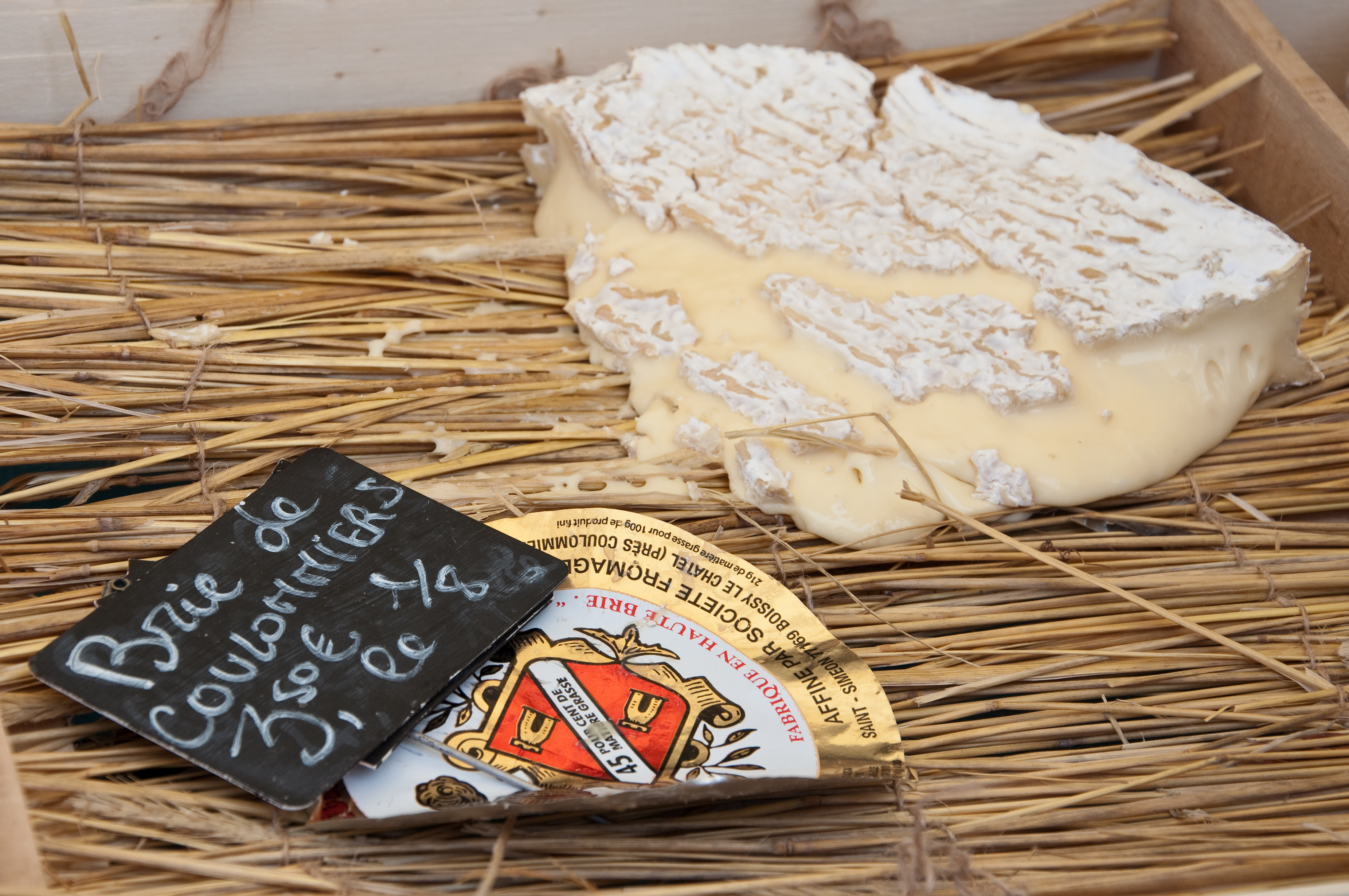
Brie de Coulommiers en vente sur le marché de la ville de Coulommiers

Le « brie de Coulommiers » — appellation commerciale explicite utilisée par un seul fabricant de la région de Coulommiers — tire son patronyme de la localisation de son site de production et de sa proximité des terroirs des bries « notoires » : Meaux, Melun, Nangis, Montereau (originellement appelé Ville St-Jacques). Il n'a cependant pas obtenu l'appellation d'origine contrôlée (A.O.C.) conférée aux bries de Meaux et de Melun le 18 août 1980,.

#### Coulommiers fermier
Dans son acceptation actuelle, le terme « coulommiers fermier » s'en réfère davantage au label « fromage fermier » de la DGCCRF qu'aux « Fermiers historiques ». Il ne se distingue fondamentalement que par ses dimensions : Diamètre : 20 cm / Épaisseur : 3 cm / Poids : 1 kg.

### Productions industrielles et exogènes
Si le coulommiers reste produit artisanalement dans quelques exploitations autour de la ville éponyme, la majeure partie de la production vendue sous ce nom est d'origine industrielle. Ce type de fromage est parfois fabriqué dans les régions Grand-Est, Nouvelle-Aquitaine ou ailleurs. Cela s'explique notamment par le faible nombre de vaches laitières en région Île-de-France (7 000 têtes environ en 2008, contre 109 000 dans l'ex-Champagne-Ardenne et près de 105 000 en ex-Poitou-Charentes).
En 2008, l'industrie laitière française a produit 53 185 tonnes de coulommiers. Cette production est répartie sur 22 établissements. Elle représente 12 % des tonnages de fromages de vache à pâte molle produits en France en 2008, dont les principaux sont les camemberts (25,3 %) et les bries (23,9 %, qu'ils soient communs ou sous appellation)..
En 2009, la production laitière cumulée de bries et de coulommiers, avec 154 500 tonnes, baisse de 2,8 % par rapport à 2008.
Bien que situées à quelque distance de la région briarde, au cœur de l'aire de production traditionnelle du Camembert, certaines fromageries industrielles du Calvados ou de l'Orne consacrent une part croissante de leurs productions aux coulommiers. Une usine comme celle de la « Compagnie des fromages et Richemonts », à Vire, produit ainsi 16 000 tonnes de coulommiers sur les 20 000 tonnes de fromages à pâte molle qui sortent chaque année de ses ateliers.
Les autres grands entreprises du secteur produisent également du coulommiers, sous marques de fabricants ou marques de distributeurs. En 2007, les sociétés Bongrain et Sodiaal ont annoncé leur volonté de créer une société commune vouée à produire camemberts, coulommiers et bries sous leurs différentes marques. La Commission européenne a accepté cette création, en étudiant les risques d'atteinte à la concurrence et d'abus de position dominante par segment de marché. En ce qui concerne le coulommiers sous marques de fabricants, elle estimait que pour le marché français, « il s’agit d’un marché plus petit que celui du camembert (les ventes à la consommation de camembert et de coulommiers s’élevaient respectivement en 2006 à [200-300] millions € et [50-150] millions €). La nouvelle entité aura une position importante (30-40 %), mais elle devra compter avec la concurrence de Lactalis (45-55 %) » ; par ailleurs, les coulommiers sous marques de distributeurs représentaient, au moment de cette enquête de marché, 60 % du marché en valeur et 70 % en quantité sur un marché où « les marques semblent avoir joué un rôle moins important que pour le camembert ».

## Gastronomie
« .. la jeune épouse de Louis XV, Marie Leczinska, fine bouche autant que fine mouche confectionnait ses aristocratiques " Bouchées à la Reine " avec du coulommiers et ... durant de très longues decennies on confectionnait des " Tourtes " à base de pâte de coulommiers fraîche. »

— Pierre Androuët et Yves Chabot, Le Brie. Fromage des Rois, Roi des Fromages. Presses du Village, 1985
En gastronomie, le coulommiers est utilisé pour la préparation de la « crème de Coulommiers », à base de coulommiers et de crème épaisse, une recette de sauce onctueuse pouvant accompagner les viandes.
Son goût raffiné s'accorde avec une belle variété de vins, comme le note Paulette Lauxerrois : « consommé le matin au mâchon, un beaujolais, un gamay ou un chinon frais, voir un gris de Toul ou un tavel souligneront chacun à sa manière son délicat gout de noisette. Surtout si le pain est du vrai pain campagnard cuit au feu de bois, mie bien aérée et croûte épaisse. Le coulommiers de fin de repas demandera des vins plus puissants, plus charpentés et plus nerveux. Certes le pommard accompagne merveilleusement ce fier produit de notre Brie mais un bourgogne de la côte chalonnaise comme un givry ou un mercurey sauront souligner comme il se doit la finesse de ce doux fromage. Un châteauneuf-du-Pape ou un gigondas réhausseront sa délicatesse naturelle… certains incorruptibles du blanc matinal préconisent le mâchon au fromage de Coulommiers accompagné d'un fourchaume ou d'un aligoté frais. ». Quant au coulommiers fermier, « un grand bourgogne ne sera point déshonoré de se trouver en sa compagnie. Un clos-vougeot, par exemple, ne saurait qu'en être flatté ».

## Pérennité du patrimoine fromager
« Le fromage est un produit hautement symbolique car chargé d'histoire. »

— Périco Légasse, Le Pays Briard, 7 avril 2009
Au regard de l'histoire et des traditions, le coulommiers peut donc être considéré comme un fromage de Brie — sinon un brie— très ancien qui a acquis, après avoir été individuellement remarqué lors de l'exposition universelle de 1878 notamment, une notoriété propre qui l'autorise à se singulariser sous une dénomination personnalisée et de se démarquer d'une appellation « brie de Coulommiers » quelque peu galvaudée — si pas contestée par certains de ses défenseurs. Au-delà de cette rhétorique patronymique, la préservation et le devenir des produits fromagers columériens cristallisent donc aussi le combat des défenseurs de la pérennité du patrimoine fromager traditionnel français face aux grands intérêts industriels et commerciaux, comme ce fut déjà le cas avec le camembert.
La volonté d'affirmer l'identité particulière des fromages dits « coulommiers » ou « de Coulommiers » — production atypique dans la famille des fromages de Brie —, de le distinguer ainsi des autres productions briardes ou champenoises et, plus généralement, de préserver ces traditions a amené fin 2009 à l'entame de démarches préliminaires auprès de l'institut national de l'origine et de la qualité en vue de l'éventuelle instauration d'une appellation d'origine contrôlée (AOC)/appellation d'origine protégée (AOP) spécifique, le débat se poursuivant pourtant encore à ce niveau même quant à son libellé exact — comme il ressort par exemple des propos du chroniqueur gastronomique Périco Légasse faisant référence à l'expression « brie de Coulommiers », tout autant en regard de l'histoire fromagère columérienne et plus généralement briarde qu'en référence à un « type » de fromage, pour justifier cette démarche,.
La Foire aux fromages et aux vins de Coulommiers, créée en 1967, sert tout particulièrement de vitrine pour ce patrimoine gastronomique en péril et, depuis 2009 notamment, de tribune à ses défenseurs. En 2009, avec la présence dans la cité briarde du chroniqueur gastronomique Périco Legasse, la 42e édition de la « Foire internationale aux fromages et aux vins » a en effet été placée sous le signe de l'AOC fromage de Coulommiers. La ville de Coulommiers se mobilise pour le coulommiers, Le Pays Briard, avec un engageant « Aux armes Columériens », se faisant le porte-parole de ce combat - et le député-maire de Coulommiers fraîchement élu, Franck Riester, prenant également fait et cause pour l'AOC coulommiers.